# Gangsta la calle
Es una canción del álbum Mi Gitano Corazón, interpretada por Dash y Cangri. Lanzada el 28 de enero de 2012, junto a un video musical. 
La canción se desprende un poco de las demás canciones del álbum, ya que tiene mucho más hip hop y un tono más callejero. 

## Antecedentes y Lanzamiento
La canción se mostró por primera vez en el vigésimo quinto capítulo de la serie de televisión Perla, en donde se adelanta también el video de la canción.
Se lanzó oficialmente el 28 de enero de 2012, con una gran promoción y un video. También es la canción que representa a ambos fashions.
Durante el show del lanzamiento de Perla fue cantada como el nuevo sencillo del álbum, aunque días más tarde, se lanzó En Tu Vida de Cony.

## Video musical
El video de Gangsta La Calle se grabó en diciembre de 2011 y se estrenó el 28 de enero de 2012.
El clip inicia con Cangri y Dash junto a dos bailarinas en la playa cantando el coro. Luego se les ve caminando en líneas de tren, en callejones, poblaciones y lugares que representen la canción. También se les ve en un lugar lleno de escombros y fogatas que los rodean. 
A continuación se suben a un lujoso auto rojo, con el que van a una gran fiesta, en donde están rodeados de mujeres.
Salen escenas de todos los lugares intercaladas. Cristóbal hace un cameo al final del video. 